# .kg
.kg е интернет домейн от първо ниво за Киргизстан. Администрира се от AsiaInfo Telecommunication Enterprise. Представен е през 1995 г. Докато регистрациите са нормални за второ ниво, има някои специализирани регистрации на трето ниво като тези под gov.kg and mil.kg.